# Moussa Mara

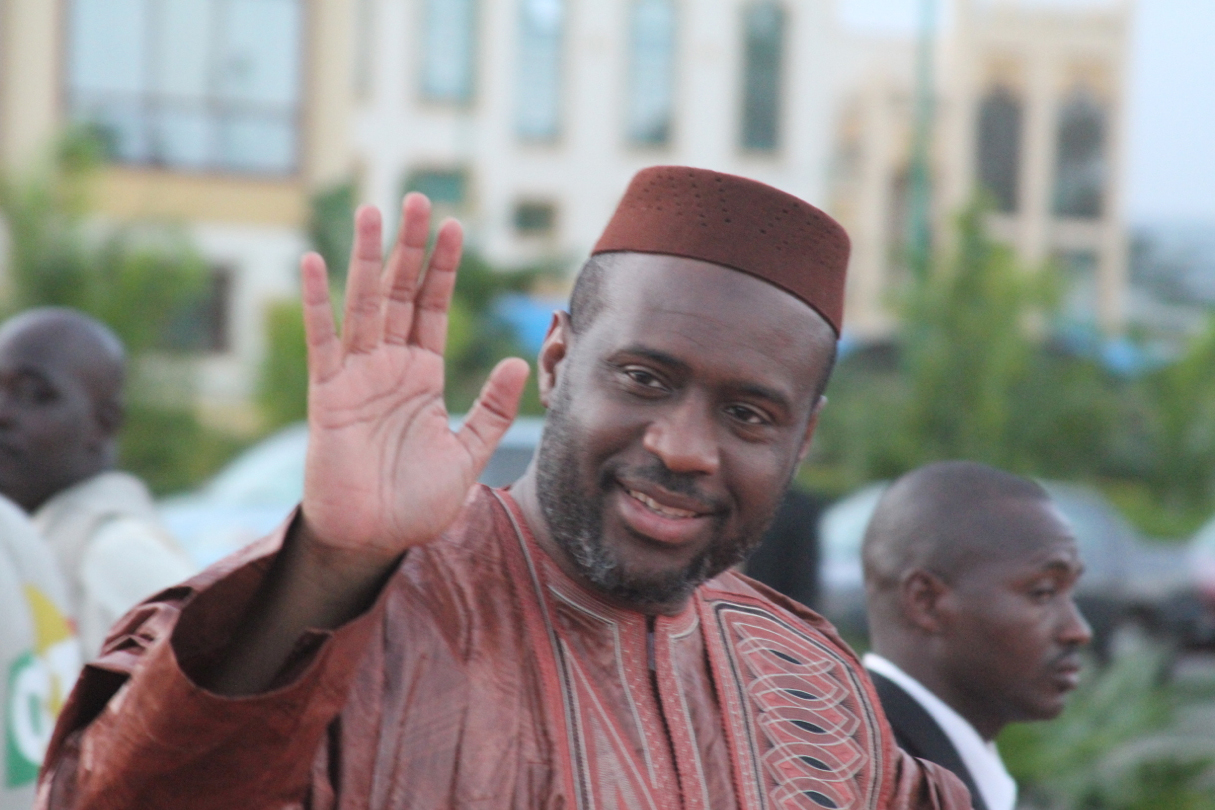
Moussa Mara

Moussa Mara (* 2. März 1975 in Bamako) ist ein parteiloser Politiker aus Mali, der zwischen 2014 und 2015 Premierminister von Mali war.

## Leben
Mara wurde 2013 Minister für Stadtplanung im Kabinett von Premierminister Oumar Tatam Ly. Nach dem Rücktritt von Ly am 5. April 2014 übernahm er am 9. April 2014 als dessen Nachfolger das Amt als Premierminister von Mali. Am 11. April 2014 stellte er sein Kabinett vor, dem Abdoulaye Diop als Außenminister und General Sada Samaké als Minister für Inneres und Sicherheit angehörten. Soumeylou Boubèye Maïga behielt das Amt als Verteidigungsminister sowie Bouaré Fily Sissoko als Finanzminister. Am 8. Januar 2015 trat er wiederum als Premierminister zurück, woraufhin der ebenfalls Parteilose Modibo Keïta am 9. Januar 2015 sein Nachfolger wurde und am 10. Januar 2015 seine Regierung vorstellte.